# Leptotarsus piger
Leptotarsus piger är en tvåvingeart som först beskrevs av Alexander 1945.  Leptotarsus piger ingår i släktet Leptotarsus och familjen storharkrankar.
Artens utbredningsområde är Zimbabwe. Inga underarter finns listade i Catalogue of Life.